# Gastspiel (Album)
Gastspiel ist das erste Livealbum der deutschen Rock-Musikgruppe Unheilig. Das Album beinhaltet alle Songs, die auf der Clubtour von Februar bis März 2004 gespielt wurden. Neben den alten Unheilig-Liedern, wurden hauptsächlich Lieder des zu diesem Zeitpunkt aktuellen Albums Zelluloid gespielt. Das Album erschien am 31. Januar 2005 in Deutschland, in Österreich und der Schweiz ist das Album nur per Download erwerbbar. Das Album wurde nicht an einem Abend aufgezeichnet, es ist ein Zusammenschnitt von verschiedenen Konzerten der Clubbtour.

## Titelliste
| CD 1: Das Konzert 1. Intro – 1:42 2. Zauberer – 4:18 3. Willst du mich – 4:11 4. Auf zum Mond – 6:39 5. Freiheit – 5:44 6. Schutzengel – 4:59 7. Herz aus Eis – 5:18 8. Fabrik der Liebe – 5:56 9. Hört mein Wort – 5:13 10. Maschine – 4:55 11. Sage Ja! – 4:18 | CD 2: Die Zugaben 1. Sieh’ in mein Gesicht – 5:02 2. Himmelherz – 7:55 3. Gib mir mehr – 4:55 4. Eva – 5:17 5. Komm zu mir! – 5:19 6. Jetzt noch nicht – 5:22 |

## Tour
Diese folgende Liste beinhaltet alle Konzerte in chronologischer Reihenfolge, die Unheilig zusammen mit der deutschen Metal-Band Terminal Choice bei der Clubtour 2004 gespielt haben:
| Datum      | Stadt         | Veranstaltungsort | Land        |
| ---------- | ------------- | ----------------- | ----------- |
| 27.02.2004 | Dresden       | Straße E          | Deutschland |
| 28.02.2004 | Magdeburg     | Factory           | Deutschland |
| 29.02.2004 | Leipzig       | Moritzbastei      | Deutschland |
| 02.03.2004 | Essen         | Zeche Carl        | Deutschland |
| 03.03.2004 | Heidelberg    | Schwimmbad D      | Deutschland |
| 04.03.2004 | Nürnberg      | Hirsch            | Deutschland |
| 05.03.2004 | Berga         | Stadthalle        | Deutschland |
| 06.03.2004 | Bad Salzungen | Kallewerk         | Deutschland |
| 07.03.2004 | Potsdam       | Waschhaus         | Deutschland |